# Vatileaks
O Escândalo Vatileaks  é um escândalo envolvendo documentos secretos que vazaram do Vaticano, que revelam a existência de uma ampla rede de corrupção, nepotismo e favoritismo relacionados com contratos a preços inflacionados com os seus parceiros italianos. Este termo foi usado pela primeira vez pelo porta-voz do Vaticano, Federico Lombardi, em comparação com o fenômeno Wikileaks. 
O escândalo veio à tona em janeiro de 2012, quando o jornalista italiano Gianluigi Nuzzi publicou cartas de Carlo Maria Viganò, anteriormente o segundo administrador do Vaticano, em que ele implorava para não ser transferido por ter exposto uma suposta corrupção que custou a Santa Sé um aumento de milhões nos preços do contrato. Viganò está atualmente no Núncio Apostólico dos Estados Unidos.

## Caso
Nos meses seguintes, o escândalo aumentou com documentos que vazaram para jornalistas italianos, revelando uma luta pelo poder no Vaticano sobre seus esforços para mostrar maior transparência financeira e cumprir com as normas internacionais de combate à lavagem de dinheiro. Também no início de 2012, uma carta anônima virou manchete por seu alerta de uma ameaça de morte contra o Papa Bento XVI. O escândalo agravou-se em maio de 2012, quando Nuzzi publicou um livro intitulado Sua Santidade, as Cartas Secretas de Bento XVI que consiste de cartas confidenciais e memorandos entre o Papa Bento XVI e seu secretário pessoal, um livro polêmico que retrata o Vaticano como um foco de intrigas, confabulações e confrontos entre facções secretas. O livro revela detalhes sobre finanças pessoais do Papa, e inclui histórias de subornos feitos para obter uma audiência com ele.
Paolo Gabriele, que foi mordomo pessoal do papa desde 2006, é acusado de ter vazado a informação para Gianluigi Nuzzi. Gabriele foi preso em 23 de maio depois que cartas confidenciais e documentos endereçados ao papa e outras autoridades do Vaticano serem supostamente encontrados em seu apartamento no Vaticano. Documentos semelhantes haviam sido publicados na imprensa italiana ao longo dos cinco meses anteriores, muitos deles lidavam com denúncias de corrupção, abuso de poder e falta de transparência financeira do Vaticano.
Ele foi preso pela polícia do Vaticano, que alega ter encontrado documentos secretos no apartamento que divide com sua esposa e três filhos. Gabriele foi libertado em julho de 2012 e foi movido para prisão domiciliar. Piero Antonio Bonnet, juiz do Vaticano, foi encarregado de analisar as evidências do caso e decidir se há material suficiente para prosseguir para julgamento. Se condenado, Gabriele poderá enfrentar uma pena de até 30 anos por posse ilegal de documentos de um chefe de Estado. A sentença seria provavelmente cumprida em uma prisão italiana, devido a um acordo entre a Itália e o Vaticano.
Paolo Gabriele foi indiciado pelos magistrados do Vaticano em 13 de agosto de 2012 por roubo agravado. A primeira audiência do julgamento de Paolo Gabriele e Claudio Sciarpelletti, ocorreu às 9h30, em 29 de setembro de 2012.

## Desfecho
No dia 22 de dezembro de 2012, o Papa Bento XVI concedeu o indulto a Paolo Gabriele. O ex-mordomo havia sido condenado a três anos de reclusão, reduzidos a 18 meses por causa de atenuantes: ele não tinha antecedentes criminais, havia trabalhado para o Vaticano, e reconheceu ter traído a confiança do pontífice. Antes de receber o indulto, Paolo enviara uma carta a Bento XVI, admitindo erros, não ter cúmplices, e pedindo perdão. Respondendo-o, Bento XVI lhe mandara um livro dos salmos autografado e com bênção apostólica dirigida especialmente à pessoa de Gabriele.
Durante a última apelação feita em julgamento, Paolo havia declarado: "O que sinto mais fortemente dentro de mim é a convicção de que agi exclusivamente por amor, eu diria um amor visceral, pela Igreja de Cristo e seu representante".
Segundo o jornal italiano La Repubblica, o escândalo influenciou a renúncia do papa Bento XVI, em fevereiro de 2013.